# Свети Никола (Слепче, Демирхисарско)
 Тази статия е за селската църква в демирхисарското село Слепче.  За манастирската църква в прилепското вижте Свети Никола (Слепче, Прилепско).  
„Свети Никола“ или „Свети Николай“ (на македонска литературна норма: „Свети Никола“, „Свети Николај“) е възрожденска православна църква в демирхисарското село Слепче, Северна Македония. Църквата е под управлението на Крушевско-Демирхисарската епархия на Македонска православна църква.
Църквата е централният храм на селото. Изградена е на основите на стара църква в 1864 година.
В архитектурно отношение е еднокорабна сграда с полукръгъл свод, петостранна апсида на изток и трем и женска църква на запад. От вътрешната страна на северната и южната стена има пиластри за укрепване, които са свързани с дъги. Зидарията е от полуобработен камък, прозорците, ъглите, венецът и апсидата са от дялан бигор, а вратите са от мрамор в плитък релеф. В двора има камбанария и той е заграден, като в него се влиза през масивна дървена врата.
В нея има полузапазен надпис с годината на зографисване – 1884. В надписа се чете името на Коста Анастасов - зограф рисувал в съседния Слепченски манастир, но може и да се отнася за майстор строител със същото име. Според друго четене името е на брат му Никола Анастасов.